# Poggio a Caiano

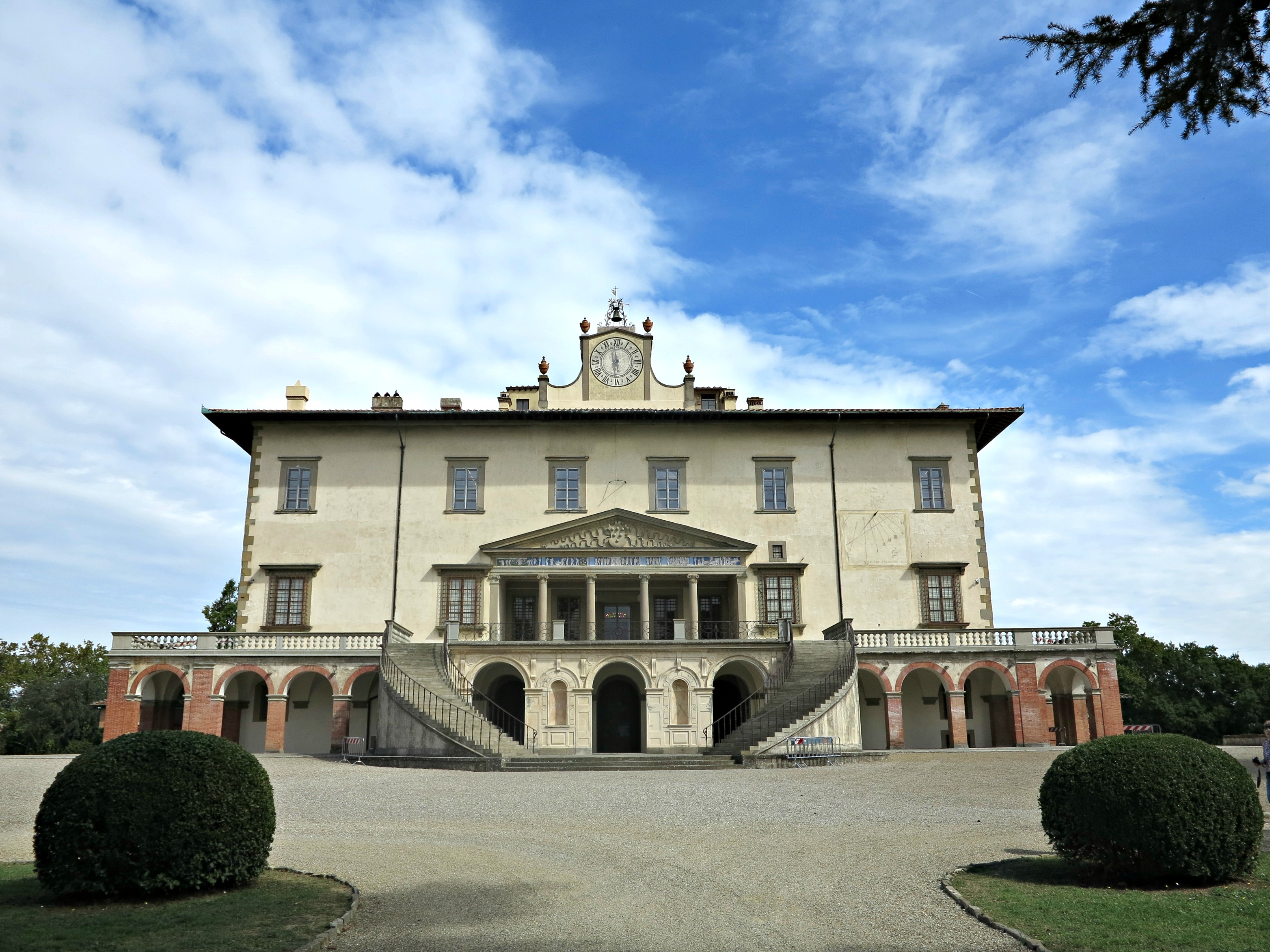
Vista de la villa medicea de Poggio

Ubicación de la ciudad de Poggio a Caiano dentro de la provincia de Prato.

Poggio a Caiano es una localidad italiana de la provincia de Prato, región de Toscana, con 9.482 habitantes.
En la comuna está la villa medicea de Poggio, una de las villas mediceas que el 23 de junio de 2013, en la XXXVII Sesión del Comité para el Patrimonio de la Humanidad, reunida en Phnom Penh, fue inscrita en la Lista del Patrimonio de la Humanidad con el nombre de «Villas y jardines Médici en Toscana».

## Evolución demográfica
| Gráfica de evolución demográfica de Poggio a Caiano entre 1861 y 2001 |
|                                                                       |
| Fuente ISTAT - Elaboración gráfica por parte de Wikipedia             |